# لي ماتامبي
لي ماتامبي (بالفرنسية: Ley Matampi)‏ (مواليد 18 أبريل 1989) هو لاعب كرة قدم كونغولي محترف، يلعب كحارس مرمى لعب سابقاً لصالح نادي الأنصار السعودي.

## ألقاب
تي بي مازيمبي
البطل
- الدوري الوطني الكونغولي (2): 2012، 2013

الوصيف
- كأس الاتحاد الكونفدرالي الأفريقي: 2013

## روابط خارجية
- لي ماتامبي على موقع قاعدة بيانات كرة القدم.إي يو (الإنجليزية)
- لي ماتامبي على موقع ناشيونال فوتبول تيمز (الإنجليزية)
- لي ماتامبي على موقع Soccerway.com (الإنجليزية)